# کیرشزیون
کیرشزیون (به آلمانی: Kirchseeon) یک شهر در بازاری در جنوب آلمان است که در ایالت بایرن و در قسمت بایرن علیا واقع شده‌است.

## خصوصیات
کیرشزیون ۱۷٫۹۱ کیلومترمربع مساحت دارد ۵۶۴ متر بالاتر از سطح دریا واقع شده‌است.